# Fort Stockton
Fort Stockton je americké sídelním městem Pecos County v západním Texasu. V roce 2010 zde žilo 8,535 obyvatel.
V roce 1926 bylo objeveno Yatesovo ropné pole, to přineslo Fort Stocktonu období rozkvětu. Ve městě se nachází Midland College Williams Regional Technical Training Center. Jižně od města se na ploše 1 300 km ² nachází ranč La Escalera. Letiště Midland International Airport je vzdáleno 160 km od Fort Stocktonu.